# Ueli Augsburger

Ueli Augsburger (1992)

Ulrich Werner Augsburger (* 19. April 1941 in Bümpliz; heimatberechtigt in Langnau im Emmental) ist ein Schweizer Politiker.

## Karriere und Leben
Augsburger wurde in Bümpliz geboren, liess sich zum Mechaniker ausbilden und erwarb am Technikum in Biel ein Diplom als Maschineningenieur HTL. Später studierte er an der Universität Bern Betriebswissenschaft und promovierte 1975 zum Dr. rer. pol. Er war 1976 Sektionschef Stab der Gruppe Generalstabsdienste des damaligen Militärdepartements. Er ist Mitglied der Schweizerischen Volkspartei (SVP). In den Jahren 1977 bis 1983 war Augsburger Mitglied des Berner Stadtrats. 1981 war er Initiant und Präsident des Vereins für die Errichtung eines schweizerischen Armeemuseums. 1983 war er Major der Infanterie und Mitglied des Grossen Rats des Kantons Bern. Als Grossrat war er Mitglied der besonderen Untersuchungskommission (BUK), welche die Berner Finanzaffäre untersuchte. Von 1986 bis 1994 war er Regierungsrat des Kantons Bern. Das Magazin Finanz und Wirtschaft würdigte Augsburger und reihte ihn 1988 in die 100 Mächtigsten der Schweiz ein: «Augsburger ist der starke Mann der Berner Regierung wenngleich er gegen aussen diesen Eindruck vermeidet. Strahlt den diskreten Charme der Macht aus. Hat das bürgerliche Lager nach der Finanzaffäre wieder aufgepäppelt. Konziliant.» 1989 war er Regierungspräsident des Kantons Bern.
Augsburgers Finanz- und Steuerpolitik war umstritten, insbesondere die Steuersenkungen für Unternehmungen als Wirtschaftsförderung, und in diesem Zusammenhang die Gewährung von Krediten durch die Berner Kantonalbank an den Spekulanten Werner K. Rey. Die Eidgenössische Bankenkommission erhob gegenüber des Bankausschusses der Kantonalbank, dem Augsburger angehört hatte, schwere Vorwürfe, die allerdings in einem weiteren, durch den Solothurner Regierungsrat Alfred Rötheli verfassten Bericht relativiert wurden. In einem späteren, durch den Basler Juristen und Politiker Andreas Gerwig verfassten Gutachten wurde Augsburger vorgeworfen, er habe im Zusammenhang mit der Krise um die Geschäfts- und Kreditpolitik der Kantonalbank zu Beginn der 1990er-Jahre zu wenig informiert. 1993 trat Augsburger als Regierungsrat zurück, nachdem die Parteileitung ihn nicht für eine erneute Kandidatur als Regierungsrat empfohlen hatte.
Ueli Augsburger engagiert sich für den Schiesssport. Er war Präsident der Stadtschützen Bern. Seit 2019 ist er Präsident des Vereins Historische Schützen Schweiz.

## Schriften
- Ueli Augsburger: Die Delegation von Entscheidaufgaben als Instrument der Leistungsmotivation. Eine Untersuchung in einem öffentlichen Verwaltungsbetrieb (Diss.). Bern 1975.
- Peter Jenni, Ueli Augsburger: Im Gespräch mit Dr Ueli Augsburger, Präsident des Vereins für die Errichtung eines schweizerischen Armeemuseums. In: Schweizer Soldat : Monatszeitschrift für Armee und Kader mit FHD-Zeitung. Band 56, Nr. 4, 1981, S. 6, doi:10.5169/seals-705141.
- Ueli Augsburger: Armeemuseum. da stehen wir heute. In: ASMZ. Sicherheit Schweiz. Allgemeine schweizerische Militärzeitschrift. Band 149, Nr. 7-8, 1983, S. 380–381, doi:10.5169/seals-54968.